# فرودگاه سیمنتی
فرودگاه سیمنتی (به انگلیسی: Simenti Airport) یک فرودگاه همگانی با کد یاتا SMY است . این فرودگاه در کشور سنگال قرار دارد و در ارتفاع ۵۲ متری از سطح دریا واقع شده است.